# Sergio Franzoi
Sergio Franzoi (Lido di Venezia, 10 de julio de 1929 - Venecia, 16 de febrero de 2022) fue un pintor italiano, uno de los últimos exponentes de la corriente postexpresionista veneciana en Italia.
Se formó, al igual que otros artistas, en las colectivas de la Fondazione Bevilacqua La Masa y, a partir de las primeras pinturas realistas de la década de 1950, desarrolló una reinterpretación cada vez más personal del expresionismo, llegando, después de veinte años de actividad, a pintar no solo sujetos humanos, sino también formas biomorfas. Desde 1948 hasta la primera década de los años dos mil, participó en exposiciones regionales, nacionales e internacionales y recibió varios reconocimientos, como el Premio de Pintura Città di Gallarate en 1950, el Premio Suzzara en 1951 y 1957, y el Premio Burano en 1953 y 1956. Sus obras se encuentran hoy en exposiciones de arte públicas y privadas, tanto en Italia como en el extranjero.

## Biografía
Sergio Franzoi nació en la isla de Lido di Venezia el 10 de julio de 1929, donde pasó su infancia bajo el régimen fascista de Mussolini y donde desarrolló gran parte de su actividad artística juvenil antes de mudarse a la ciudad de Venezia alrededor de los años sesenta. Su padre era un empresario de la construcción en Venezia, y fue allí donde Sergio Franzoi se inscribió en el liceo artístico en 1943, en el apogeo de la Segunda Guerra Mundial, donde pudo desarrollar las primeras habilidades artísticas y pictóricas, complementando también con actividades autodidactas. Luego continuó sus estudios en 1947, cuando asistió a la alta escuela de formación pictórica (escuela de pittura) de la Academia de Bellas Artes de Venecia, donde estudió con Giuseppe Cesetti, graduándose en 1952.

### Los primeros pasos en las Exposiciones Colectivas
Desde 1948 hasta 1963, participó durante quince años en prácticamente todas las exposiciones anuales de la Fondazione Bevilacqua La Masa, con la excepción de las ediciones de 1951 y 1954, ganando numerosos premios por su pintura.
Las primeras obras presentadas en las exposiciones colectivas estaban caracterizadas por los temas típicos de esos años. Desde escenas de trabajo con acentos sociales ("Pescherecci", 1948, "Pescatori", 1952), se pasaba a vistas y paisajes ("Caldonazzo", 1949, "Capanne sulla spiaggia", 1950, "Casas en Burano", 1953, "Paesaggio di Marghera", 1953 y "Paesaggio di Malamocco", 1953).
En 1948, a los diecinueve años, mientras aún era estudiante en la Academia de Bellas Artes de Venecia, participó por primera vez en la 36ª edición de la Bevilacqua La Masa, presentando la pintura "Pescherecci".
En 1956, finalmente llegó el primer reconocimiento para Franzoi. Se trató del tercer premio en la sección de pintura, compartido con Paolo Meneghesso. Las pinturas presentadas que lo llevaron a obtener el tercer lugar en el premio artístico fueron: "Paesaggio di Olanda", "Rimorchiatore in laguna" y "Paesaggio Olandese", tres pinturas que se inspiraban en la pintura realista y que no se alejaban mucho de sus primeros trabajos de años anteriores. Esta participación en la exposición de artistas en Venecia sería seguida por muchas otras, contabilizándose un total de dieciséis, todas ellas llenas de reconocimientos.

### El éxito de las décadas de los cincuenta y sesenta
En los años cincuenta, Franzoi participó en otros concursos de pintura en el ámbito veneciano, incluido el Premio Burano (en la isla homónima) con pinturas caracterizadas por escenarios lagunares, como "Tramonto" (1956), que retomaban en parte las características de su actividad juvenil.
Más allá de los concursos locales, sus obras comenzaron a estar presentes en exposiciones nacionales, como la Mostra Nazionale per le Arti Figurative celebrada en Roma en 1950 y algunas exposiciones en Milán, como la Mostra della Realtà Poetica en la Galería Salvetti en 1952 y el Premio di Pittura San Fedele en 1956, además de su participación en la Bienal Internacional de los Jóvenes de Gorizia en 1958.
Entre finales de los años cincuenta y los años sesenta, también organizó algunas exposiciones personales con la Fondazione Bevilacqua la Masa en 1959, 1961, 1963 y 1967.
En 1960, Franzoi ganó con la obra "Amanti" el segundo premio ex aequo junto a Miro Romagna, Sergio Perolari y Domenico Boscolo, todos pintores que formaban parte del arte figurativo y estaban muy ligados a la tradición. La pintura "Amanti" representaba una escena de profunda liricidad entre dos figuras desnudas contornadas por gruesas pinceladas negras, característica esta última que sería fundamental en las producciones del artista.
Al año siguiente, volvió a obtener el segundo lugar en la categoría de pintura en la Bevilacqua con la obra "Los supervivientes", que retomaba el arte figurativo de la edición anterior pero modificaba su composición a favor de una más amplia: en lugar de representar dos figuras en primer plano, como en la obra anterior, en estas nuevas composiciones representaba cuatro figuras, una de las cuales sostenía a un niño en brazos, siguiendo un esquema que podría definirse como casi arcaico. En esa misma edición, Franzoi también presentó otra pintura, "Il clown", que resultó ser una obra coherente con las anteriores por la cual también obtuvo el segundo premio el año anterior. La pintura mostraba un realismo evidentemente influenciado por el expresionismo nórdico con figuras de tonos escuetos. Estas pinturas lo destacaron y lo presentaron a nivel nacional como uno de los jóvenes talentos más prometedores de esos años, permitiéndole, en 1961, participar en la Bienal de Arte Triveneta de Padua, y dos años después en la edición del prestigioso Premio Nacional de Pintura "F. P. Michetti" en Francavilla al Mare.
En esos años, ya se había convertido en un artista reconocido. De hecho, en 1962 ya había expuesto en numerosas exposiciones colectivas en Venecia y en otras ciudades italianas, incluyendo Roma y Milán. Se destacan la participación en la Mostra Nazionale delle Accademie di Belle Arti en Nápoles en 1951 y en la Mostra Nazionale di "Acquario" Pittura en Pontedera en 1959 con motivo del IX Premio Pontedera. Además, había participado en casi todas las exposiciones colectivas de la Bevilacqua La Masa desde 1948, convirtiéndose en un nombre conocido en la escena artística veneciana y nacional.
Mientras tanto, en 1954, se convirtió en profesor en la Academia de Bellas Artes de Venecia; un papel que abandonaría más tarde para ocupar la cátedra de ornato modelado en el Liceo Artístico de Venecia, donde enseñaría hasta su jubilación a principios de los noventa. En la década de los cincuenta, ya había recibido numerosos reconocimientos en Italia, participando en varios concursos artísticos, entre ellos el Premio de Pintura Città di Gallarate de 1950, el Premio Burano de 1953 y 1956, y el Premio Suzzara de 1951 y 1957, solo por mencionar algunos ejemplos.
En 1964, después de una selección, Franzoi regresó a Roma para participar en la IX Quadriennale, donde el artista presentó tres obras tituladas Figura n. 1, n. 2 e n. 3. En 1968, su trabajo trascendió las fronteras nacionales y despertó interés incluso fuera de Italia, logrando exponer en territorio egipcio en la VII Bienal del Mediterráneo en Alejiandria d'Egipto.

### El primer premio de la 50.ª edición
Después de numerosas participaciones, Franzoi logró ganar el 1er premio de pintura con la obra en óleo "Dopo la catastrofe", en la 50.ª edición de la exposición colectiva organizada por la Fondazione Bevilacqua la Masa entre 1962 y 1963.
La elección de la juría de la Bevilacqua La Masa de otorgar el primer premio a Franzoi fue calificada por algunos como "poco valiente", ya que recayó en un artista tradicional: las tres pinturas presentadas por Franzoi ("Dopo la catastrofe", "Nudo" y "Uomo con fiore") eran, de hecho, pinturas de arte figurativa con rasgos característicos de la pintura expresionista, con contornos gruesos en negro y una simplificación de las formas que en los años setenta se volvería mucho más relevante, dando lugar a resultados diferentes. En particular, la última pintura "Nudo" representaba una figura femenina desnuda y extendida, retratada con el estilo áspero y el trazo negro habitual que caracterizaba la mayor parte de su producción en esos años. Posteriormente, Franzoi abandonó la representación naturalista a favor de una pintura cada vez más escasa, con referencias orgánicas pero ya no figurativas. El primer premio otorgado a Franzoi por la jurado en la 50.ª edición sigue siendo uno de los ejemplos más emblemáticos de la línea clásicamente tradicionalista que la fundación veneciana mantuvo durante los años sesenta. Esta pintura, junto con otras de sus obras, se encuentra hoy conservada en la Galleria Internazionale d'Arte Moderna en Ca' Pesaro en Venecia.

### Los años setenta y el mosaico en el antiguo Hospital al Mar del Lido de Venecia
Durante los siguientes años setenta, Franzoi ya era un artista maduro y se presentaba como tal en algunas exposiciones individuales en Venecia. Entre ellas se encuentra la realizada en la Fondazione Querini Stampalia en 1970, la organizada al año siguiente en la Galería de Arte "Il Traghetto" y la de 1973 en Mestre, que tuvo lugar en la Galería "Acquario". También participó en algunos premios de pintura, incluyendo en 1971 el Premio de Pintura de Bassano Del Grappa y en 1979 el Premio de Pintura "Carlo Dalla Zorza" en Asolo. En 1974, participó en la Mostra Nazionale di Arti Figurative en el Castello Sforzesco de Milán.
En su vida artística, Franzoi también ha producido algunos cartones y telas para mosaicos con motivos decorativos abstractos. Destacable es el trabajo realizado en 1975, que incluye una serie de cinco dibujos o cartones preparatorios compuestos por cinco sujetos para mosaico encargados a la Scuola Mosaicisti del Friuli en nombre del antiguo Hospital Civil de Lido di Venezia. Los cartones fueron elaborados con técnica mixta, utilizando pintura al temple o teselado.
Específicamente, las obras producidas representan "flechas" y todas se pueden atribuir al mismo núcleo creativo abstracto, caracterizado por tonalidades cromáticas que juegan con la idea de movimiento. La técnica de teselado no científico contribuye al dinamismo de las obras, haciendo que incluso los "cartones-tapiz" sean coloridos y casi ornamentales.
En particular, los sujetos de los bocetos número 3 y 4 presentan una figura completa en el centro rodeada de otras figuras abstractas fragmentadas que aparecen alargadas y marcadas con tonos azul-azur y manchas rojizas. En el fondo, hay tonalidades más claras en blanco y beige dorado. El extremo dinamismo de las obras se debe fundamentalmente a dos elementos recurrentes: el primero se refiere a la elección de utilizar colores claros para el fondo, lo que comunica un sentido de movimiento; el segundo es el uso de directrices representadas por líneas blancas que conectan las diversas figuras con el exterior. La técnica de "teselado" utilizada por Franzoi para la ejecución de los cartones hace que el resultado de la obra sea claro desde el principio. Todo esto luego se realizó en mármoles y esmaltes con procesamiento directo sobre una losa de cemento mediante la aplicación de adhesivo cementoso.
El mosaico completado se puede ver hoy en el antiguo Hospital Civil de Lido di Venezia, en la zona de la piscina interior que da a la playa, en la pared noreste del complejo. Los dibujos y cartones preparatorios se conservan en Spilimbergo, en la provincia de Pordenone, en la Galería y Archivo de la Scuola Mosaicisti del Friuli.

### El fin de la actividad artística y la muerte
A partir de los años ochenta, disminuyeron las participaciones en exposiciones colectivas para dar lugar a algunas exposiciones personales en 1989, 1998 y 2000.
Lo que podría considerarse como un verdadero punto culminante de su historia artística es la exposición y seminario de 1982 en la que Franzoi participó, organizada en Venecia por el Departamento de Historia y Crítica de las Artes de la Universidad Ca' Foscari, por invitación del famoso crítico de arte Giuseppe Mazzariol. También participó en la exposición-evento de 1984 en la Galería Bevilacqua La Masa titulada "Cronaca 1947-1967".
Los últimos decenios de su trayectoria artística se caracterizaron por refinadas y elegantes exploraciones del desnudo femenino; detalles específicos y colores se fusionaron en las obras de arte para redescubrir el cuerpo humano concebido como una suerte de paisaje.
Franzoi concluyó su carrera en la primera década de los años 2000, después de más de sesenta años de actividad artística, participando en sus últimas exposiciones.
Sergio Franzoi falleció en Venecia el 16 de febrero de 2022, a la edad de 92 años. Está enterrado en el Cementerio Monumental de "San Michele" en la Isola de Venecia.

## Estilo y concepción del arte
Sergio Franzoi se acercó a la pintura a partir de una experiencia original, como la visión del mar, los pescadores que manejaban las redes en la playa frente al reflejo del sol en las olas, la aparición cambiante y envolvente de los fenómenos en el infinito y deslumbrante fondo de la luz, la frontera incierta y atractiva entre lo cercano y lo conocido y lo desconocido. Estas imágenes se reflejan en sus obras juveniles, pero pronto será el universo envolvente e intrigante del eros lo que lo atraerá.
Aún playas o lugares indeterminados donde aún no ha irrumpido la orgía de ritmos ensordecedores, el dulce deterioro después del baño, la avalancha incontenible de la publicidad. Espacios donde los sueños bailan en las trayectorias de las miradas, caminos insondables del deseo, donde florecen aventuras impensadas, dulces uniones, penetraciones, cálidos abrazos, en la mezcla suave de las carnes. "... Intensos paisajes de vida", los definió una vez Giuseppe Mazzariol, "... Nada más. A veces emerge la flor de una boca, la almendra delgada del ojo o del sexo se abre a la presencia. Una gran calma se eleva desde estas huellas supinas donde prevalece y unifica el blanco". De hecho, figuras y paisajes se confunden mientras la imaginación se adentra en senderos destinados a perderse en el torbellino del movimiento de la fantasía, en un inagotable suceder de encuentros y situaciones. Sin embargo, no se debe pensar, en el caso de Franzoi, en una pintura narrativa fácil. No se trata de un pintor tranquilo y naturalista simplemente reproduciendo lo que ve.
Él está bien consciente de la autonomía de la pintura, no ignora que el arte tiene sus propias leyes, construcciones y caminos, y que son misteriosos y maravillosos los vínculos que la conectan con el mundo. El enfoque de Franzoi hacia el lenguaje esencialmente metafórico de la pintura está lejos de ser ingenuo. No solo reconoce sus libertades, sino que también intuye la posible erosión, el riesgo siempre acechante de la afasia, quizás por virtuosismo representativo, redundancia, repetitividad banal o exceso de sensibilidad. No es casualidad que, precisamente para evitar tales peligros, él se autolimita, obligando a sus cualidades innatas a recorrer itinerarios deliberadamente ásperos y difíciles.
Pintor sumamente dotado, en muchos aspectos aborda la imagen plásticamente, como un escultor, trastocando sutilmente los fundamentos mismos de la construcción tradicional del dipinto. De esta manera, el claro oscuro prácticamente desaparece en favor de la inminencia y casi fisicalidad de la superficie, mientras que la consistencia de los volúmenes se traduce en la ardua complejidad de glifos formales articulados. Todo esto mientras que incluso el colore va perdiendo la propiedad penetrante habitual, no se extiende en zonas, sino que se concentra en rayas contrastantes y como estriaciones externas, o se coagula de manera alusiva en los contornos lineales. El cuadro vive así explícitamente una doble naturaleza, como un espacio físico y virtual al mismo tiempo. Para formar parte de él, lo real debe pasar entonces a través del filtro de la psiche, la immaginazione, la ragione, el istinto, encontrar una configuración particular e irrepetible que transforme el fenómeno, las cosas, el mundo, en una icono.
Por supuesto, Franzoi no aborda una tarea tan difícil sin equiparse con las herramientas adecuadas: en sus obras, surgen aquí y allá las memorias intactas de las siluetas de los hipódromos maremmanos de 'lingua francese', las enseñanzas refinadas de Braque, y las fantasías soñadoras de Klee, las elegantes ondulaciones envolventes de Modigliani y, quizás con mayor insistencia, los ecos más atormentados y venenosos de los linearismos de Klimt y Schiele.
Sin embargo, no se trata simplemente de un repertorio, aunque refinado, de yuxtaposiciones estilísticas, como mínimo se evidencia en el hecho de que la manera misma de componer el cuadro ha cambiado radicalmente con el tiempo: mientras que en sus primeras obras la imagen parecía "centrada", casi dominando el espacio, ahora parece esparcirse por toda la superficie, probablemente también significando la pérdida de toda certeza y fundamento característicos de nuestra época y, sin embargo, como escribió el gran Virgilio Guidi, con la pintura de Franzoi todavía estamos "... en las regiones del hombre". De hecho, hay una confianza inquebrantable de antigua matriz humanista que guía y sostiene su lucha contra la intercambiabilidad y la infinita multiplicabilidad que parecen caracterizar el caótico mundo en el que estamos inmersos. Para Franzoi, cada pintura, cada obra, debe distinguirse por la forma, fruto de un nexo irreproducible que se establece entre el ser y la totalidad. Solo la rigurosidad de la forma puede permitir alguna dignidad, una palabra ahora desusada en el vocabulario común, entendida también como la posibilidad de comparación y juicio, en una constante tensión de orden moral en su máxima expresión.
Esquivo y ceñudo en su tosca y orgullosa suavidad, Sergio Franzoi, en medio del confuso ruido de los cada vez más incomprensibles sistemas de la contemporaneidad, continúa sintiendo la civil necesidad de elevar su himno al amor, esa energía universal que mantiene unidos y hace florecer a los seres, convencido como Fedro en el Simposio platónico de que:

[178][c] [...] en realidad, lo que debe guiar toda la vida de aquellos destinados a vivir de manera hermosa es algo que no pueden inculcarnos, con tanta belleza, ni la parentela, ni los honores, ni la riqueza, ni nada más, [d] excepto el amor. ¿Y con qué quiero decir esto? La vergüenza por las bajas acciones y la aspiración a cosas nobles: sin ellas, de hecho, ni una ciudad ni un individuo pueden realizar obras grandes y hermosas.

Versos 178 [c] y [d][178] [c] [...] ὃ γὰρ χρὴ ἀνθρώποις ἡγεῖσθαι παντὸς τοῦ βίου τοῖς μέλλουσι καλῶς βιώσεσθαι, τοῦτο οὔτε συγγένεια οἵα τε ἐμποιεῖν οὕτω καλῶς οὔτε τιμαὶ οὔτε πλοῦτος οὔτ' ἄλλο [d] οὐδὲν ὡς ἔρως. λέγω δὲ δὴ τί τοῦτο; τὴν ἐπὶ μὲν τοῖς αἰσχροῖς αἰσχύνην, ἐπὶ δὲ τοῖς καλοῖς φιλοτιμίαν· οὐ γὰρ ἔστιν ἄνευ τούτων οὔτε πόλιν οὔτε ἰδιώτην μεγάλα καὶ καλὰ ἔργα ἐξεργάζεσθαι. 

Extracto del discurso de Fedro en la obra Symposium de Platón. 

## Actividad expositiva
- 1948 - Venecia, 36ª Colectiva Galería Bevilacqua La Masa
- 1949 - Venecia, Mostra Nacional de las Academias de Bellas Artes
- 1949 - Venecia, 37ª Colectiva Galería Bevilacqua La Masa
- 1950 - Roma, Mostra Nacional de las Artes Figurativas
- 1950 - Venecia, 38.ª Colectiva Galería Bevilacqua La Masa
- 1950 - Gallarate, Premio Nacional de Pintura Ciudad de Gallarate
- 1951 - Nápoles, Mostra Nacional de las Academias de Bellas Artes
- 1951 - Venecia, Mostra del Premio Burano
- 1951 - Suzzara, IV Premio Suzzara
- 1951 - Venecia, 39.ª Colectiva Galería Bevilacqua La Masa
- 1951 - Venecia, Mostra Del Delta
- 1952 - Venecia, Grupo de 8 Jóvenes Pintores
- 1952 - Roma, II Juegos Culturales de la Juventud
- 1952 - Venecia, 40.ª Colectiva Bevilacqua La Masa
- 1952 - Milán, Mostra de la Realidad Poética - Galería Salvetti
- 1953 - Venecia, Mostra del Premio Burano
- 1953 - Milán, Mostra Nacional de las Academias de Bellas Artes
- 1953 - Venecia, 41.ª Colectiva Bevilacqua La Masa
- 1955 - Cesenatico, IV Premio de Pintura Cesenatico
- 1955 - Venecia, 43.ª Colectiva Bevilacqua La Masa
- 1955 - Legnago, Premio de Pintura Ciudad de Legnago
- 1956 - Venecia, Mostra del Premio Burano
- 1956 - Milán, Premio de Pintura San Fedele
- 1956 - Venecia, 44.ª Colectiva Bevilacqua La Masa
- 1956 - Mirano, Premio de Pintura Ciudad de Mirano
- 1957 - Suzzara, X Premio Suzzara
- 1957 - Venecia, 45ª Colectiva Galería Bevilacqua La Masa
- 1958 - Gorizia, VI Exposición Internacional de Artes Figurativas
- 1958 - Bérgamo, Premio Dalmine
- 1958 - Venecia, 46ª Colectiva Galería Bevilacqua La Masa
- 1959 - Pontedera, IX Premio Pontedera - Exposición Nacional de Pintura "Acquario"
- 1959 - Venecia, 47.ª Colectiva Galería Bevilacqua La Masa
- 1959 - Venecia, Exposición de Artistas Premiados - Colectiva Galería B.LM.
- 1959 - Venecia, Exposición Personal Galería Bevilacqua La Masa
- 1960 - Venecia, 48.ª Colectiva Galería Bevilacqua La Masa
- 1961 - Padua, XIV Bienal de Arte Triveneta
- 1961 - Copparo, Premio Copparo - Exposición de Arte Interregional
- 1961 - Venecia, Exposición Personal Galería Bevilacqua La Masa
- 1961 - Venecia, Colectiva de Pintores Venecianos
- 1961 - Venecia, 49.ª Colectiva Galería Bevilacqua La Masa
- 1962 - Venecia, Galería Il Canale - Exposición de Jóvenes Pintores Venecianos
- 1962 - Rovigo, Exposición Interprovincial de Arte
- 1962 - Venecia, 50.ª Colectiva Galería Bevilacqua La Masa
- 1963 - Francavilla al Mare, XVII Premio Nacional de Pintura "F.P. Michetti"
- 1963 - Venecia, Exposición Personal Galería Bevilacqua La Masa
- 1963 - Venecia, 51.ª Colectiva Galería Bevilacqua La Masa
- 1964 - Venecia, 52.ª Colectiva Bevilacqua La Masa
- 1965 - Roma, IX Exposición Nacional Cuadrienal de Arte
- 1965 - Venecia, VIII Premio de Pintura Mestre
- 1965 - Venecia, 53.ª Colectiva Galería Bevilacqua La Masa
- 1966 - Venecia, Exposición de Pintores Venecianos
- 1966 - Venecia, IX Premio de Pintura Mestre
- 1966 - Venecia, Colectiva Galería "Contarini"
- 1967 - Padua, Exposición Personal Galería "Il Sigillo"
- 1967 - Venecia, X Premio de Pintura Mestre
- 1967 - Venecia, Exposición Personal Galería Bevilacqua La Masa
- 1968 - Alejandría, Egipto, VII Bienal Internacional del Mediterráneo
- 1968 - Vicenza, Exposición Personal Galería "Al Cenacolo"
- 1970 - Venecia, Exposición Personal Fundación "Querini Stampalia"
- 1970 - Venecia, Galería La Toleta "Il Marengo d'Oro"
- 1971 - Bassano, Premio de Pintura Bassano Del Grappa
- 1971 - Venecia, Exposición Personal Galería "Il Traghetto"
- 1971 - Venecia, Colectiva Mestre Galería "Acquario"
- 1972 - Venecia, Pintores Venecianos Homenaje a Diego Valeri
- 1972 - Venecia, Exposición Personal Mestre Galería "Acquario"
- 1973 - Venecia, Jóvenes de los años 50 - Galería de Arte S. Vidal
- 1974 - Milán, Exposición Nacional de Artes Figurativas Castello Sforzesco
- 1979 - Asolo, Premio de Pintura "Carlo Dalla Zorza"
- 1982 - Venecia, Universidad de los Estudios - Instituto de Disciplinas Artísticas
- 1984 - Venecia, Crónica 1947-1967 Galería Bevilacqua La Masa
- 1989 - Venecia, Exposición Personal Galería Il Traghetto
- 1998 - Venecia, Exposición Personal Hotel Bel Sito
- 2000 - Venecia, Exposición Personal Galería Multigraphic

## Premios y reconocimientos principales
- 1950 - Primer lugar: Premio de Pintura Ciudad de Gallarate
- 1951 - Primer lugar: Premio Suzzara
- 1953 - Primer lugar: Premio Burano
- 1956 - Primer lugar: Premio Burano
- 1956 - Tercer lugar: premio sección de pintura 44.ª colectiva Fundación Bevilacqua La Masa
- 1957 - Primer lugar: Premio Suzzara
- 1960 - Segundo lugar: premio sección de pintura 48.ª colectiva Fundación Bevilacqua La Masa
- 1961 - Segundo lugar: premio sección de pintura 49.ª colectiva Fundación Bevilacqua La Masa
- 1962 - Primer lugar: premio sección de pintura 50.ª colectiva Fundación Bevilacqua La Masa

## Obras en colecciones
- Amanti, óleo sobre lienzo, 75 × 100 cm, siglo XX, A0355, Fundación Museos Cívicos de Venecia - Ca' Pesaro, Galería Internacional de Arte Moderno;[15][16]
- Dopo la Catastrofe, óleo sobre lienzo, siglo XX, 127 x 151 cm, BA0424, Fundación Museos Cívicos de Venecia - Ca' Pesaro, Galería Internacional de Arte Moderno;[6]
- Il Clown, óleo sobre lienzo, 72 x 72 cm, siglo XX, BA0377, Fundación Museos Cívicos de Venecia - Ca' Pesaro, Galería Internacional de Arte Moderno;[17][5]
- Paesaggio, óleo sobre lienzo, 74 x 89 cm, siglo XX, BA0531, Fundación Museos Cívicos de Venecia - Ca' Pesaro, Galería Internacional de Arte Moderno;[18][19]
- Paesaggio di Marghera, óleo sobre lienzo, 75 x 70 cm, siglo XX, BA0156, Fundación Museos Cívicos de Venecia - Ca' Pesaro, Galería Internacional de Arte Moderno.[4]